# Королёв, Михаил Николаевич
Михаил Николаевич Королёв — советский хозяйственный, государственный и политический деятель, Герой Социалистического Труда.

## Биография
Родился в 1906 году в Туле. Член КПСС.
С 1925 года — на хозяйственной, общественной и политической работе. В 1925—1974 гг. — чернорабочий на Тульском патронном заводе, красноармеец, инженер-технолог на заводе № 73 в Донбассе, начальник участка, заместитель начальника, начальник цеха, заместитель главного инженера, начальник производства на комбинате № 179 в Новосибирске, главный инженер, директор Новосибирского завода точного машиностроения.
Указом Президиума Верховного Совета СССР от 26 апреля 1971 года присвоено звание Героя Социалистического Труда с вручением ордена Ленина и золотой медали «Серп и Молот».
Умер 23 июня 1979 года в Новосибирске. Похоронен на Заельцовском кладбище.

## Память
Именем Королёва была названа одна из улиц Новосибирска (бывшая Школьная).